# August Westphal
August Friedrich Gottfried Westphal (* 4. November 1834 in Schwerin; † 11. August 1890) war Gutspächter und Mitglied des Deutschen Reichstags.

## Leben
Westphal besuchte das Gymnasium Fridericianum in Schwerin. Von 1835 bis 1861 war er als praktischer Landwirt tätig auf den Gütern Meezen und Holdorf bei Gadebusch in Mecklenburg-Schwerin. Ab 1861 war er Gutspächter auf dem zum Gräflich von Kielmannseggschen Gut Gülzow in Lauenburg gehörigen  Vorwerk Melusinenthal.
In einer Nachwahl am 25. September 1879 für den ausgeschiedenen Abgeordneten Friedrich Hammacher wurde er zum Mitglied des Deutschen Reichstags für den Wahlkreis Schleswig-Holstein 10 (Lauenburg) und die Nationalliberale Partei. Er übte dieses Mandat bis 1884 aus, nachdem er die Reichstagswahl 1881 trotz der Manipulationen des Landrats Albert von Bennigsen-Foerder für sich entscheiden konnte.